# Етиде (Шопен)
Етиде Фредерика Шопена су три сета етида (соло студија) за клавир објављена током 1830-их. Укупно има двадесет седам композиција, које чине две одвојене збирке од по дванаест, нумерисане као Оп. 10 и Оп. 25, и сет од три без броја опуса.

## Историја

### Композиција
Шопенове етиде су поставиле темеље за тада револуционарни стил свирања клавира. Оне су неке од најзахтевнијих и најевокативнијих композиција у целом концертном репертоару за клавир. Због тога, музика остаје популарна и често се изводи како на концертним, тако и на приватним сценама. Неке су {{page2|date=|volume=лико популарне да су добиле надимке; међу најпопуларнијима су issue=р|pages=}} (Шопен)|Оп. 10, бр. 3, понекад идентификована именима Tristesse („Туга”) или „Опроштај” (L'Adieu), као и „Револуционарна етида” (Оп. 10, бр. 12), „Црне дирке” (Оп. 10, бр. 5) и „Зимски ветар” (Оп. 25, бр. 11). Ниједан од надимака није Шопеновог порекла.
Свих двадесет седам етида објављено је током Шопеновог живота; Оп. 10, прва група од дванаест, компонована је између 1829. и 1832. године, а објављена је 1833. у Француској, Немачкој и Енглеској. Дванаест етида из Оп. 25 компоновано је у различитим периодима између 1832. и 1835. године, а објављено је у истим земљама 1837. године. Последње три, део серије под називом Méthode des méthodes de piano коју су саставили Игнац Мошелес и Франсоа-Жозеф Фетис, компоноване су 1839. године, без додељеног броја опуса. Појавиле су се у Немачкој и Француској у новембру 1840, а у Енглеској у јануару 1841. Уз копије ових важних раних издања, обично постоји неколико рукописа једне етиде које је написао сам Шопен, као и додатне копије које је направио његов близак пријатељ, Жил Фонтана, заједно са издањима Карола Микулија, Шопеновог ученика.
Прве етиде из опуса 10 написане су док је Шопен био тинејџер. Оне се сврставају уз ране радове Феликса Менделсона као ретки примери изузетно младалачких композиција које се сматрају иновативним и вредним укључивања у стандардни канон. Шопенове етиде су уздигле музичку форму од чисто утилитарних вежби до великих уметничких ремек-дела.

### Утицај
Иако су сетови вежби за клавир били уобичајени од краја 18. века (Муцио Клементи, Јохан Баптист Крамер, Игнац Мошелес и Карл Черни били су композитори најзначајнијих), Шопенове етиде не само да су представиле потпуно нов скуп техничких изазова, већ су биле прве које су постале редован део концертног репертоара. Његове етиде комбинују музичку суштину и технички изазов како би формирале потпуну уметничку форму. Често се високо цене као производ мајсторства у комбиновању ова два елемента.
Његов утицај на савременике попут Франца Листа био је очигледан, на основу ревизије коју је Лист урадио на својој серији концертних етида након сусрета са Шопеном. Други велики композитори после њега, као што су Шуман, Дебиси, Прокофјев и Рахмањинов, писали су етиде у истом стилу као Шопен.
Савремени пољски музиколог Тадеуш А. Зјелињски написао је о Оп. 10 да „не само да су постале уређена демонстрација новог клавирског стила и формула својствених њему, већ и уметничко оплемењивање овог стила”. Шопенове етиде нису без модерног утицаја. Неколико етида се уклопило у популарну музику, филмове или телевизијске емисије.

## Списак етида

### Етиде оп. 10
Први сет етида објављен је 1833. године (иако су неке написане још 1829). Шопен је имао двадесет три године и већ је био познат као композитор и пијаниста у салонима Париза, где се упознао са Францом Листом. Накнадно, Шопен је посветио цео опус њему – „à mon ami Franz Liszt” („мом пријатељу, Францу Листу”).... Етиде 8, 9, 10 и 11 датирају из октобра/новембра 1829, бр. 5 и 6 вероватно из лета 1830, бр. 1 и 2 из 2. новембра 1830, бр. 12 из септембра 1831 (?), бр. 7 из пролећа 1832, бр. 4 из 6. августа 1832. и бр. 3 из 25. августа 1832. (Париз) (Кристина Кобилањска).
| Број   | Тоналитет | Инципит                                                                           | Аудио |
| ------ | --------- | --------------------------------------------------------------------------------- | ----- |
| Бр. 1  | Це-дур    | Audio playback is not supported in your browser. You can download the audio file. |       |
| Бр. 2  | а-мол     | Audio playback is not supported in your browser. You can download the audio file. |       |
| Бр. 3  | Е-дур     | Audio playback is not supported in your browser. You can download the audio file. |       |
| Бр. 4  | цис-мол   | Audio playback is not supported in your browser. You can download the audio file. |       |
| Бр. 5  | Гес-дур   | Audio playback is not supported in your browser. You can download the audio file. |       |
| Бр. 6  | ес-мол    | Audio playback is not supported in your browser. You can download the audio file. |       |
| Бр. 7  | Це-дур    | Audio playback is not supported in your browser. You can download the audio file. |       |
| Бр. 8  | Еф-дур    | Audio playback is not supported in your browser. You can download the audio file. |       |
| Бр. 9  | еф-мол    | Audio playback is not supported in your browser. You can download the audio file. |       |
| Бр. 10 | Ас-дур    | Audio playback is not supported in your browser. You can download the audio file. |       |
| Бр. 11 | Ес-дур    | Audio playback is not supported in your browser. You can download the audio file. |       |
| Бр. 12 | це-мол    | Audio playback is not supported in your browser. You can download the audio file. |       |

### Етиде оп. 25
Други сет Шопенових етида објављен је 1837. године и посвећен љубавници Франца Листа, Мари д'Агу, а разлози за то су предмет спекулација.
Датум композиције свих етида из опуса 25 је пре 30. јуна 1835, што је датум уговора између Шопена и издавачке куће Брајткопф и Хертел (којим су издавачу додељена права за Немачку) (Кристина Кобилањска).
| Број   | Тоналитет | Инципит                                                                           | Аудио |
| ------ | --------- | --------------------------------------------------------------------------------- | ----- |
| Бр. 1  | Ас-дур    | Audio playback is not supported in your browser. You can download the audio file. |       |
| Бр. 2  | еф-мол    | Audio playback is not supported in your browser. You can download the audio file. |       |
| Бр. 3  | Еф-дур    | Audio playback is not supported in your browser. You can download the audio file. |       |
| Бр. 4  | а-мол     | Audio playback is not supported in your browser. You can download the audio file. |       |
| Бр. 5  | е-мол     | Audio playback is not supported in your browser. You can download the audio file. |       |
| Бр. 6  | гис-мол   | Audio playback is not supported in your browser. You can download the audio file. |       |
| Бр. 7  | цис-мол   | Audio playback is not supported in your browser. You can download the audio file. |       |
| Бр. 8  | Дес-дур   | Audio playback is not supported in your browser. You can download the audio file. |       |
| Бр. 9  | Гес-дур   | Audio playback is not supported in your browser. You can download the audio file. |       |
| Бр. 10 | ха-мол    | Audio playback is not supported in your browser. You can download the audio file. |       |
| Бр. 11 | а-мол     | Audio playback is not supported in your browser. You can download the audio file. |       |
| Бр. 12 | це-мол    | Audio playback is not supported in your browser. You can download the audio file. |       |

### Trois nouvelles études
Три нове етиде су написане 1839. године као допринос књизи за учење клавира Méthode des méthodes de piano Игнаца Мошелеса и Франсоа-Жозефа Фетиса, и нису добиле посебан број опуса. Иако мање технички бриљантне од оних из Оп. 10 и 25, ове три етиде ипак задржавају Шопенову оригиналну формулу за хармонијску и структурну равнотежу.
| Број  | Тоналитет | Инципит                                                                           | Снимак |
| ----- | --------- | --------------------------------------------------------------------------------- | ------ |
| Бр. 1 | еф-мол    | Audio playback is not supported in your browser. You can download the audio file. |        |
| Бр. 2 | Ас-дур    | Audio playback is not supported in your browser. You can download the audio file. |        |
| Бр. 3 | Дес-дур   | Audio playback is not supported in your browser. You can download the audio file. |        |

## Технички аспекти и водичи за ученике
Шопенове Етиде су технички захтевне и захтевају од извођача да имају значајно искуство са брзином, арпеђима и трилерима чак и у слабијим прстима.
За све етиде
- Казела, Алфредо. F. Chopin. Studi per pianoforte. Милано: Edizioni Curci, 1946.
- Корто, Алфред. Frédéric Chopin. 12 Études, op. 10. Édition de travail des oeuvres de Chopin. Париз: Éditions Salabert, 1915.
- Корто, Алфред. Frédéric Chopin. 12 Études, op. 25. Édition de travail des oeuvres de Chopin. Париз: Éditions Salabert, 1915.
- Галстон, Готфрид. Studienbuch [Књига студија]. III. Abend [3. рецитал] (Frédéric Chopin). Берлин: Bruno Cassirer, 1910.

За одабране етиде
- Бузони, Феручо. Klavierübung in zehn Büchern [Туторијал за клавир у десет књига], друго прерађено и обогаћено издање. Књига 8 (Варијације и варијанте по Шопену). Лајпциг: Breitkopf & Härtel, 1925.
- Годовски, Леополд. Studien über die Etüden von Chopin. New York. (Студије о Шопеновим етидама).   G. Schirmer Inc., 1899 . . 1903. Недостаје или је празан параметар |title= (помоћ) (Берлин: Schlesinger'sche Buch- und Musikhandlung).
- Јозефи, Рафаел. Etudes for the Piano. New York. 1901.. Инструктивно издање.   G. Schirmer,

## Парафразе
- Годовски, Леополд. 53 Студије на Шопенове етиде. New York.  G. Schirmer Inc., 1899 . . 1903. Недостаје или је празан параметар |title= (помоћ) (Берлин: Schlesinger'sche Buch- und Musikhandlung).
- Вирер, Фридрих. Achtzehn Studien zu Frédéric Chopins Etuden [18 студија о Шопеновим етидама]. In Motu Contrario [У супротном кретању]. Хајделберг: Willy Müller, Süddeutscher Musikverlag, 1958.